# Altemburgo
Altemburgo (em alemão: Altenburg) é uma cidade da Alemanha capital do distrito de Altenburger Land, estado da Turíngia. Está localizada 45 km ao sul de Leipzig.

## Demografia

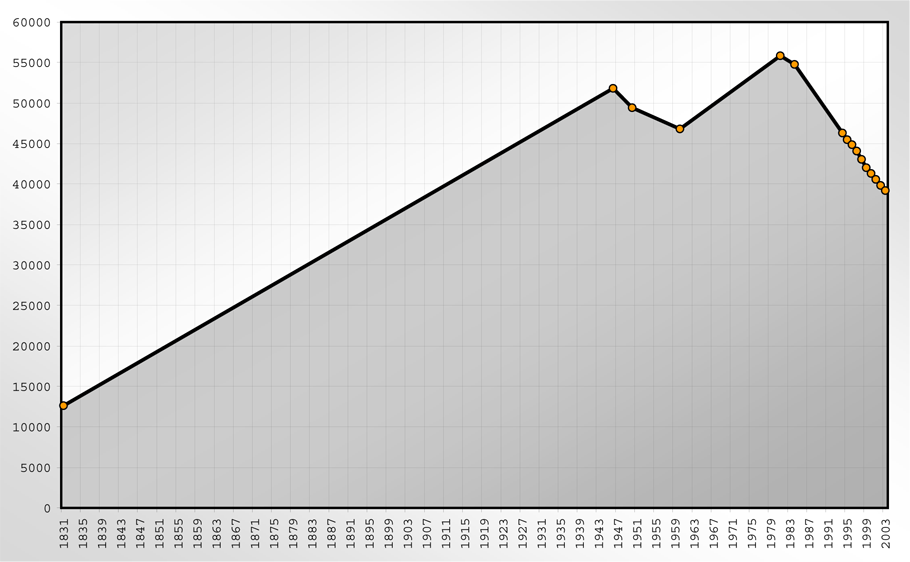
Gráfico da evolução da população

População em 31 de dezembro de cada ano:
| 1831 - 1939 | 1946 - 1996 | 1997 - 2004 |
| - 1831 - 12.629 - 1880 - 26.241 - 1885 - 29.110 - 1890 - 31.439 - 1900 - 37.110 - 1925 - 42.570 - 1933 - 43.736 - 1939 - 45.851 | - 1946 - 51.805 1 - 1950 - 49.413 2 - 1960 - 46.791 - 1981 - 55.827 - 1984 - 54.755 - 1994 - 46.291 - 1995 - 45.472 - 1996 - 44.854 | - 1997 - 44.060 - 1998 - 43.032 - 1999 - 42.005 - 2000 - 41.290 - 2001 - 40.559 - 2002 - 39.810 - 2003 - 39.189 - 2004 - 38.417 |

 Fonte (desde 1994): Thüringer Landesamt für Statistik
1 29 de outubro
2 31 de agosto

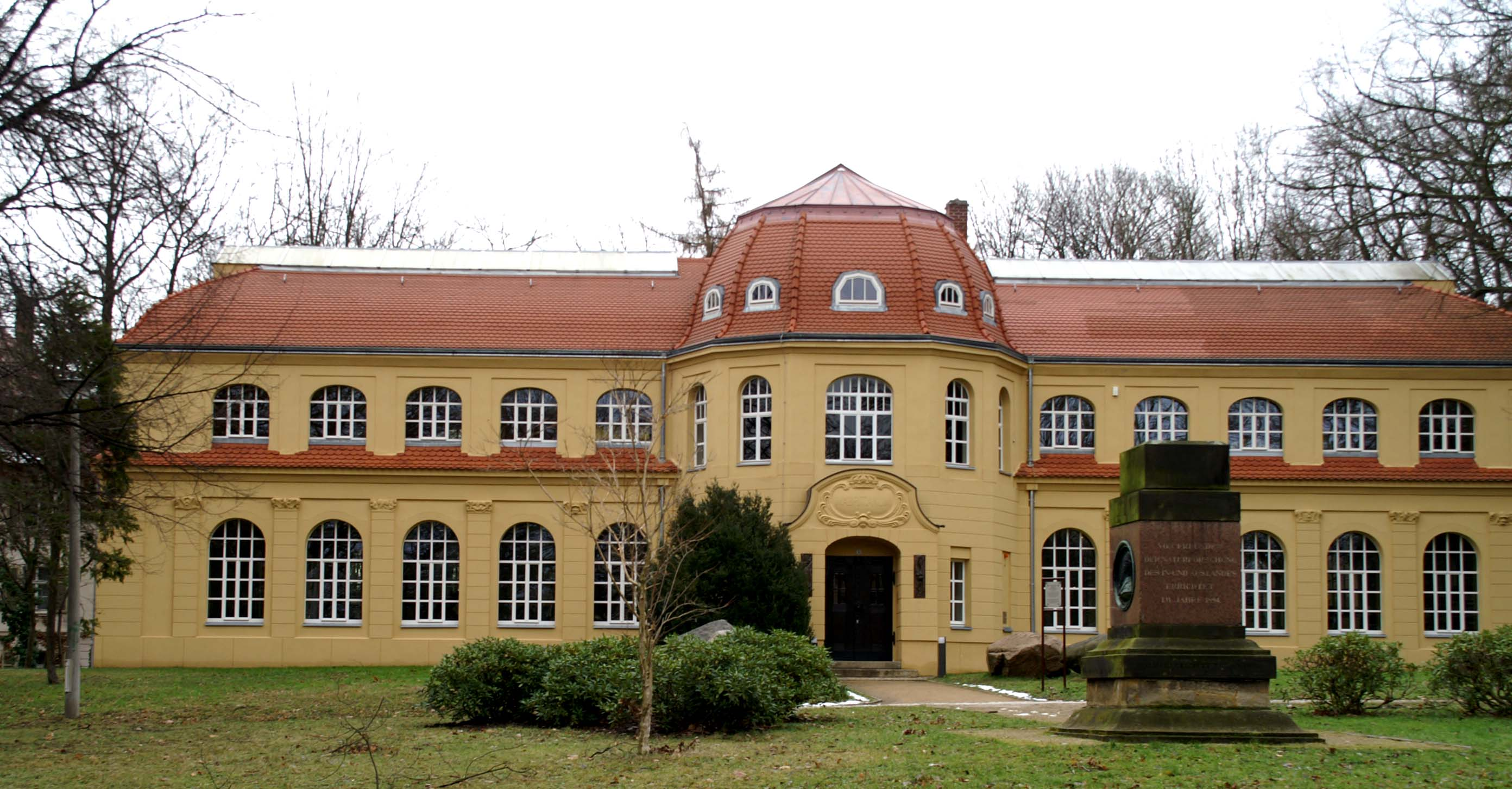
Mauritianum
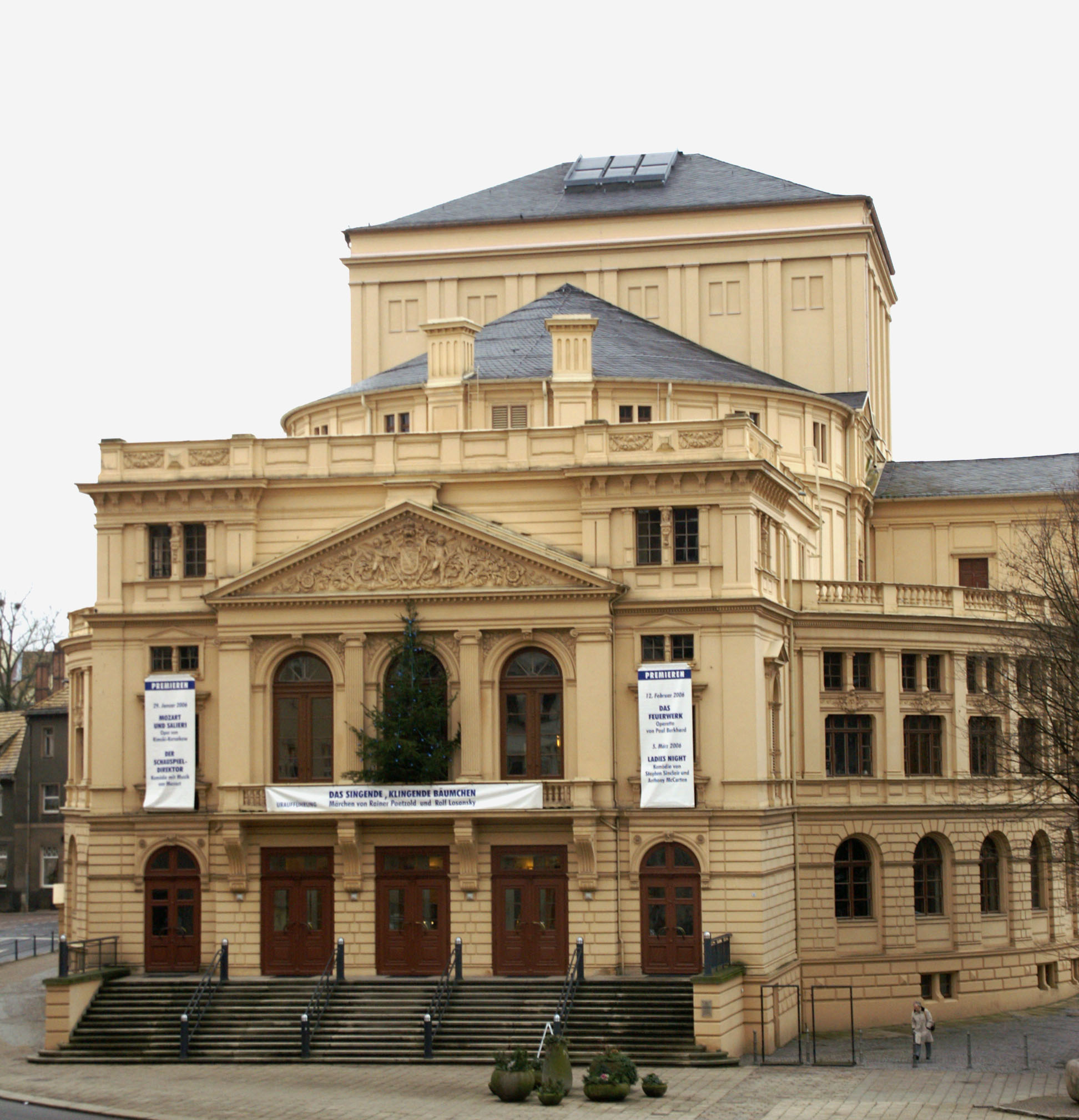
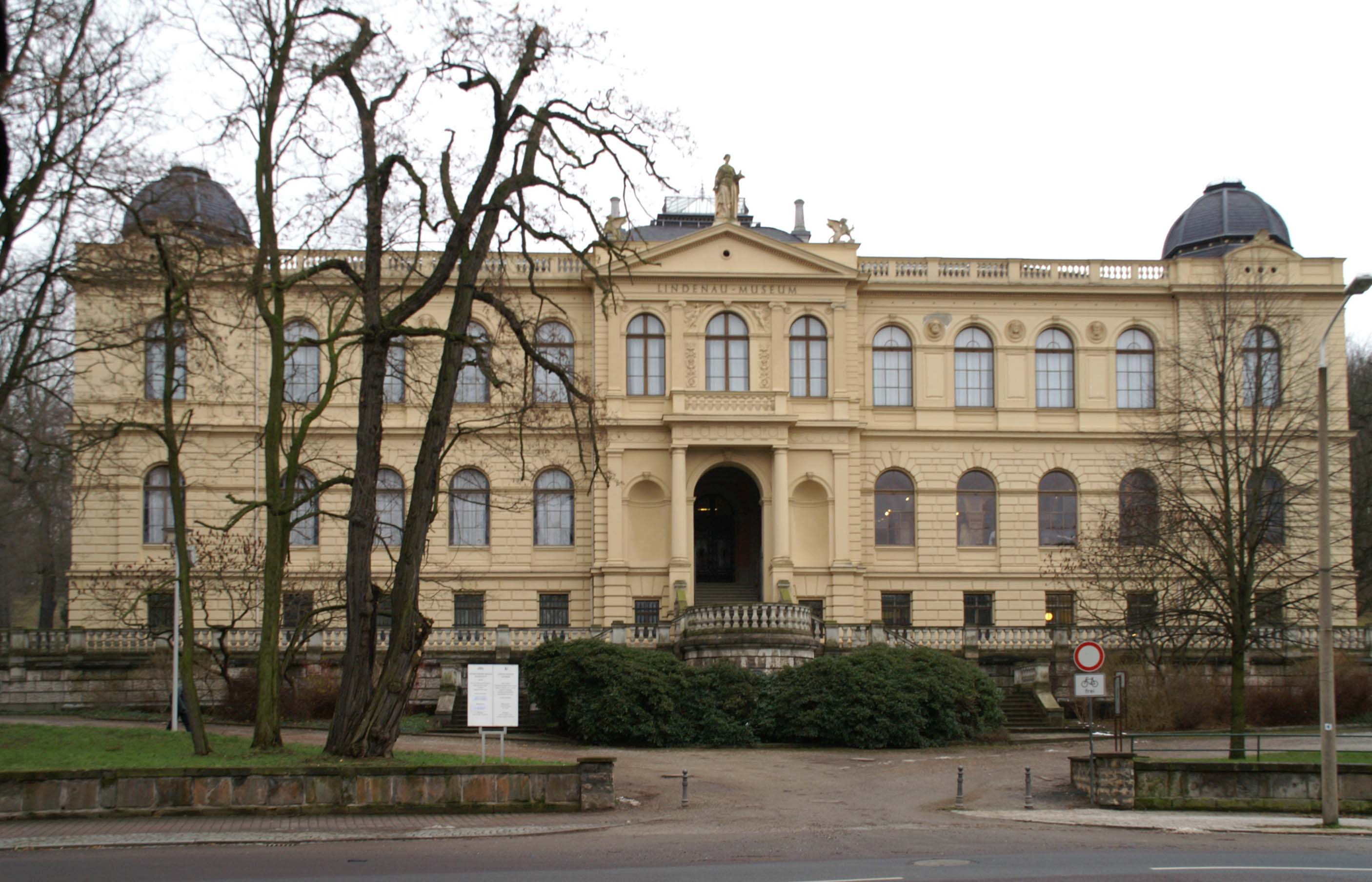
Lindenau Museum